# Klaus J. Zink
Klaus Joachim Zink (* 13. März 1947 in Bad Mingolsheim; † 26. September 2024 in Iserlohn) war ein deutscher Wirtschaftswissenschaftler.

## Leben
Zink studierte Technische Betriebswirtschaft an der Universität Karlsruhe (TH). Danach war er wissenschaftlicher Assistent am dortigen Institut für Fertigungswirtschaft und Arbeitswissenschaft bei Günter Rühl und wurde 1975 zum Dr. rer. pol. promoviert. 1978 habilitierte er sich an der Fakultät für Wirtschaftswissenschaften.
1979 hatte er eine Lehrstuhlvertretung für Betriebswirtschaftslehre und Arbeitswissenschaft an der Universität Kaiserslautern inne und von 1979 bis 1980 eine Professur an der Bergischen Universität Wuppertal. Von 1980 bis 2012 war er Inhaber des Lehrstuhls für Industriebetriebslehre und Arbeitswissenschaft am Fachbereich Wirtschaftswissenschaften der TU Kaiserslautern, anschließend bis April 2020 Senior-Forschungsprofessor. Darüber hinaus war er Gründer und von 1994 bis März 2020 wissenschaftlicher Leiter des Instituts für Technologie und Arbeit (An-Institut der TU Kaiserslautern). Mit dem Zentrum für Fernstudien und Universitäre Weiterbildung der TU Kaiserslautern initiierte er Studiengänge im Bereich Total Quality Management und Personalentwicklung. Bis 2012 war er dort ebenfalls wissenschaftlicher Leiter des Masterstudiengangs „Ökonomie und Management“, dessen Leitung er ebenfalls mit seiner Ruhestandsversetzung an Professor Volker Lingnau übergab.
Von 1992 bis 1999 war er Juror des Europäischen Qualitätspreises und von 1997 bis 2005 war er Jury-Vorsitzender für den Ludwig-Erhard-Preis für Spitzenleistungen im Wettbewerb. Von 1994 bis 2001 war er Präsidiumsmitglied der Gesellschaft für Arbeitswissenschaft (1997–1999: Präsident). 2000 wurde er Fellow. Von 2007 bis 2013 war Zink Vorstandsmitglied der Science Alliance an der TU Kaiserslautern. Er war Mitglied des Editorial Board mehrerer Zeitschriften und u. a. Mitherausgeber der Buchreihe Nachhaltige Entwicklung.

## Auszeichnung
- Fritz-Giese-Preis der Gesellschaft für Arbeitswissenschaft
- Preis für Studium und Lehre der TU Kaiserslautern
- Distinguished International Colleague Award der Human Factors and Ergonomics Society (2006)
- Ergonomics Development Award der International Ergonomics Association (2009)[3][4]
- President’s Award der International Ergonomics Association (2018)[5][6][3]
- Ehrenmitglied der Gesellschaft für Arbeitswissenschaft (GfA) (2019)[7][8][9]
- Bundesverdienstkreuz am Bande (2023)[10]